# 1349 (groupe)
Pour les articles homonymes, voir 1349 (homonymie).

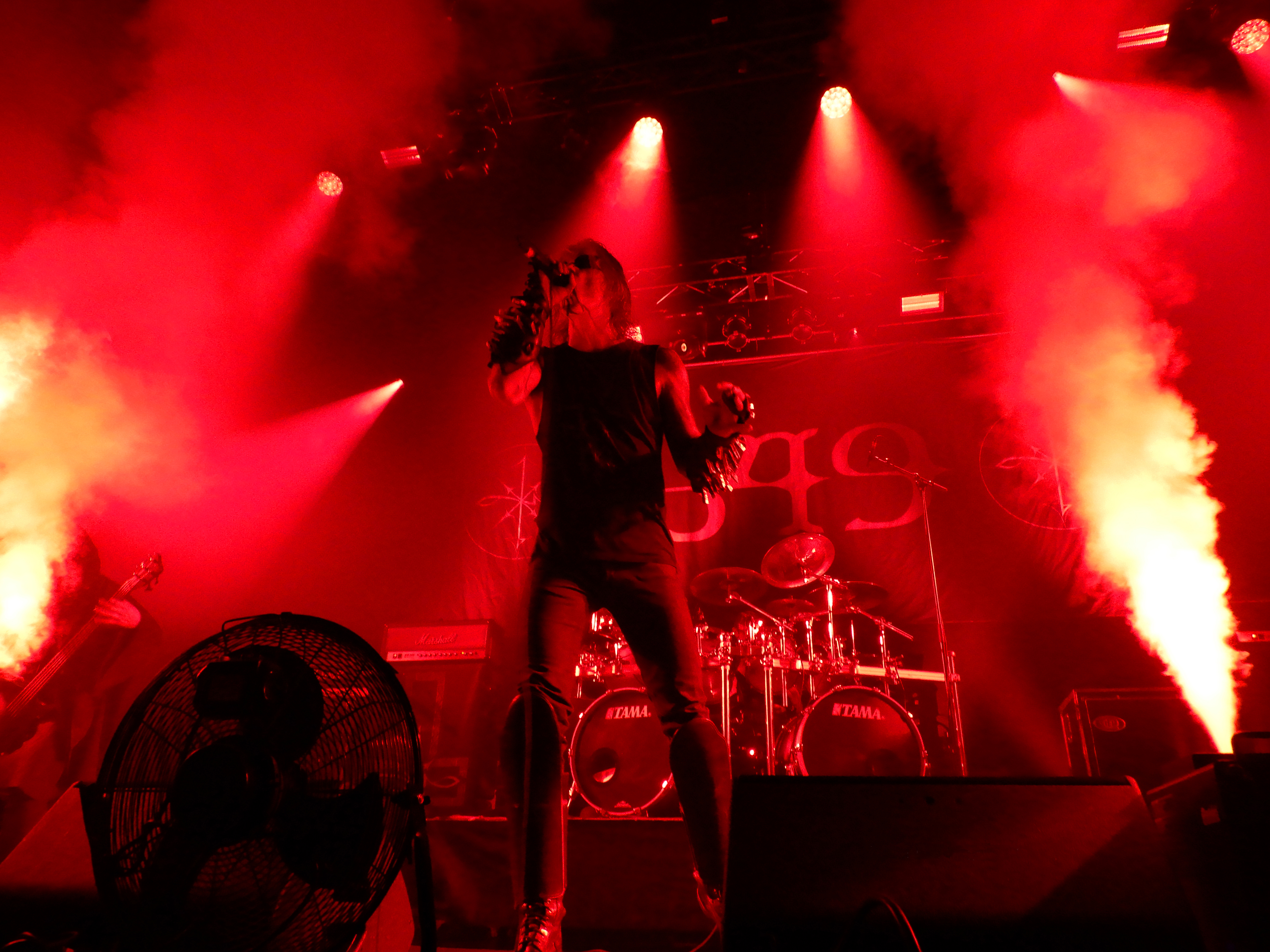
1349 en concert à Nantes le 29 janvier 2020

1349 est un groupe de black metal norvégien, originaire d'Oslo. Il est formé en 1997 par d'anciens membres de Alvheim. Le style et la structure musicale sont similaires à la seconde vague des groupes norvégiens de la deuxième moitié des années 1990. 1349 est comparé à Enslaved, Burzum, Gorgoroth, Immortal, et Mayhem. Le nom 1349 s'inspire de l'année de l'arrivée de la peste en Norvège.

## Biographie
1349 se forme en 1997 et comprend plusieurs membres de l'ancien groupe Alvheim. Le batteur Frost est également membre de Satyricon (groupe). Le groupe joue une reprise de Buried by Time and Dust de Mayhem sur leur premier album, Liberation.
Les tournées de 1349 s'effectuent régulièrement. Les live shows du groupe commence souvent avec Frost et le guitariste Archaon soufflant du feu. En 2006, 1349 se lance en tournée américaine avec Celtic Frost. Ravn apparait aussi sur l'album de Celtic Frost Monotheist (2006), participant à la chanson bonus Temple of Depression. En 2007, au festival Hellfest, 1349 est programmé pour jouer la journée, mais le groupe demande à jouer dans le noir. Lors d'une apparition de 1349 à l'Inferno Metal Festival d'Oslo en mars 2008, le groupe est rejoint sur scène par le chanteur de Celtic Frost, Tom Gabriel Fischer, pour une reprise de la chanson The Usurper. En septembre 2008, 1349 tourne avec Carcass, Suffocation, Aborted et Rotten Sound au Exhume to Consume Tour. À la fin de 2008, 1349 publie son quatrième album, Revelations of the Black Flame. L'album est mixé avec Tom Gabriel Fischer et publié en Europe le 29 mai 2009. Revelations of the Black Flame marque un changement dans la direction musicale du groupe.
Au début de 2010, le groupe signe avec le label Indie Recordings pour la publication de son cinquième album en Europe, et Prosthetic Records, pour la distribution de l'album en Amérique du Nord. 
1349 tourne avec Cannibal Corpse, Skeletonwitch, et Lecherous Nocturne à l'Evisceration Plague Tour, entre avril et mai 2010. Le groupe joue aussi au Wacken Open Air et au Summer Breeze Open Air en août 2010,.
1349 publie son cinquième album, Demonoir, le 26 avril 2010. L'album marque un retour aux origines musicales de 1349 avant Revelations of the Black Flame. 1349 tourne au Canada et aux États-Unis avec Triptykon, le groupe de Tom Gabriel Fischer en octobre 2010. Un coffret deluxe de Demonoir est publié en octobre 2011. Le premier DVD live du groupe, intitulé Hellvetia Fire – The Official 1349 Bootleg, est publié le 24 octobre 2011 par Candlelight Records. Il est filmé au Bikini Test à La Chaux-de-Fonds en Suisse en 2005.
En octobre 2013, le groupe entame les enregistrements de son sixième album, Massive Cauldron of Chaos. Le 10 décembre, le groupe annonce la fin des enregistrements et la sortie de l'album pour le 29 septembre 2014, via Indie Recordings.

## Discographie

### Albums studio
- 2003 - Liberation
- 2004 - Beyond the Apocalypse
- 2005 - Hellfire
- 2009 - Revelations of the Black Flame
- 2010 - Demonoir
- 2014 - Massive Cauldron of Chaos
- 2019 - The Infernal Pathway
- 2024 - The Wolf and the King

### Démos
- 1998 : Demo 1998 (démo)
- 1999 : Chaos Preferred (démo)
- 2000 : 1349 (EP)
- 2003 : With Full Force (bootleg)
- 2003 : Hamburg 06.11.2003 (bootleg)

## Membres

### Membres actuels
- Ravn – chant (depuis 1997)
- Archaon (Idar Burheim) – guitare (depuis 1999)
- Seidemann (Tor Stavenes) – basse (depuis 1997)
- Frost (Kjetil-Vidar Haraldstad) – batterie (depuis 2000)

### Anciens membres
- Balfori (Lars Larsen) – guitare (1997-1998)
- Tjalve (Andrè Kvebek) – guitare (1997-2006)
- Tony Laureano – batterie (session et tournée ; 2006)